# ماري إليزابيث بوت
ماري إليزابيث بوت (بالإنجليزية: Mary Elizabeth Butt)‏ هي فاعلة خير أمريكية، ولدت في 1903، وتوفيت في 6 أكتوبر 1993.